# Fernando Ferreira
Pour les articles homonymes, voir Fernando Carvalho Ferreira.
Fernando Ferreira (né le 22 janvier 1952 à Reguenga (pt), Santo Tirso) est un coureur cycliste portugais, professionnel durant les années 1970. Il a notamment remporté une étape du Tour du Pays basque. 

## Palmarès
- 1971
  - 4e étape du Grande Prémio Nocal
  - 2e du championnat du Portugal de course de côte
- 1972
  - 1reb étape du Grande Prémio Riopele
- 1973
  - 3e de Porto-Lisbonne
- 1975
  - 3e étape du Tour du Pays basque

## Résultats sur les grands tours

### Tour de France
1 participation 
- 1975 : 61e

### Tour d'Espagne
1 participation
- 1973 : 22e